# Kudos
Kudos电影电视是一家英国电影和电视制片公司，为英国电视台BBC、ITV和第四台制作电视节目。作品包括《军情五处》、《飞天大盗》、《迴轉幹探》、《校園特務》和《演播时刻》等等。
公司成立于1992年，2007年加入了Shine Group，并且开设了电影部门Kudos Pictures。